# 범어사 사명대사 진영
부산 범어사 사명대사 진영(釜山 梵魚寺 泗溟大師 眞影)은 부산광역시 금정구 범어사에 있는 조선시대의 사명대사 진영이다. 2018년 1월 31일 부산광역시의 유형문화재 제185호로 지정되었다.

## 개요
사명대사 유정(泗溟大師 惟政 : 1544~1610) 진영은 향좌측 상단에는 주색 바탕에 묵서로 '사명당대선사진영(泗溟堂大禪師眞影)'이라고 쓴 화제(畵題)가 있다. 또한 상하단부는 본지의 박락과 얼룩흔이 있으나 표구 및 화면의 보존 상태는 대체로 양호하다. 제작연대는 1863년이며, 크기는 세로 123.5cm, 가로 93.0cm 로 비단에 채색(絹本彩色) 하였다.
전신교의 좌상으로 좌안 7분면의 인물상이다. 인물 표현은 육신부는 살색을 바르고, 육신 선을 따라 갈색빛 도는 단색을 바림하여 음영을 표현하였는데, 특히 얼굴과 목주름에 선염한 단색이 두드러진다. 머리는 단선을 마치 우점준처럼 겹쳐 그었고, 특히 턱수염은 섬세하게 길고 유연하게 묘사하였다. 또한 꽉다문 입술은 윤곽선없이 주색을 발라 마치 꽃잎을 연상시키는 듯 묘사하였다.
이 진영은 군청색 장삼에 보이는 농담에 의한 강한 음영, 육신선을 따라 처리한 단색 바림법, 전신교의 좌상, 장식적인 복식 표현 등 19세기 고승진영의 특징을 엿볼 수 있는 작품이다. 따라서 시 유형문화재로서 가치는 충분하다고 판단된다.

## 참고 자료
- 부산 범어사 사명대사 진영 - 국가유산청 국가유산포털